# Lastring
Als Lastring wird die Gesamtheit von vier Hauptverbindungsstraßen in der nordrhein-westfälischen Landeshauptstadt Düsseldorf bezeichnet, die gleichzeitig die Grenze zwischen dem inneren und äußeren Teil der Stadt darstellen. Bei den vier beteiligten Straßenzügen handelt es sich um die B 7 im Norden, die B 8 im Osten, die B 326 im Süden und die B 1 im Westen.

## Bundesstraße 7
Die B 7 ist die Verlängerung der A 52 aus Richtung Westen. Hinter der Ausfahrt 14 (Büderich) endet die Autobahn linksrheinisch und geht nahtlos in eine Kraftfahrstraße über. Nach etwa 1500 m gabelt sich die je Richtung dreistreifige Kraftfahrstraße am Heerdter Dreieck in zwei Zubringerstraßen. Die südliche führt durch den Rheinalleetunnel über die Rheinkniebrücke in die Innenstadt, ermöglicht aber auch den Wechsel in den zum Lastring gehörenden Rheinufertunnel (B 1), die nördliche führt als B 7 weiter über den kreuzungsfreien Straßenknotenpunkt Seestern zur Theodor-Heuss-Brücke, hinter der an der großen Kreuzung Nordfriedhof Anschluss zur B 1 (nach Süden) und B 8 (nach Norden) besteht, sowie über die Roßstraße zur Innenstadt.
Am Nordfriedhof beginnt auch der Teil der B 7, der zum Lastring gehört. Die B 7 wird als sechsstreifige Johannstraße weitergeführt und trägt bis zum Knotenpunkt Mörsenbroicher Ei, dem Nord-Ost-Schnittpunkt des Lastrings, die Verkehrslast von zwei weiteren Bundesstraßen (B 1 und B 8).
Nach 600 m kreuzt sich die Johannstraße mit der Ulmenstraße (L 56, im weiteren südlichen Verlauf Prinz-Georg-Straße), welche weite Teile der Stadtmitte und zentrumsnahen Stadtteile durchläuft. Hinter der Kreuzung wird sie als Heinrich-Erhardt-Straße weitergeführt, die sich nach circa 400 m mit der Rather Straße (die südlich parallel zur Ulmenstraße verläuft) schneidet. Nach weiteren 400 m besteht Anschluss an die Toulouser Allee, welche den stark beanspruchten Lastring und andere parallel verlaufende Hauptverkehrsadern entlasten soll. Mithilfe von drei Rampen wird die Ampelschaltung der Hauptrichtung nicht gestört. Nach 170 m mündet die Mercedesstraße in den nördlichen Lastring, der weiter als Grashofstraße geführt wird.
Die Grashofstraße ist per Überflieger mit dem nördlichen Zubringer (B 1), der Weiterführung der A 52 in nordöstliche Richtung, verbunden. Kurz dahinter wird mit dem Mörsenbroicher Ei, welches mit der Münsterstraße (K 2), der Brehmstraße (östlicher Lastring; B 8), der Heinrichstraße (B 7), dem Mörsenbroicher Weg (K 7) und der Sankt-Franziskus-Straße (L 455) wohl der größte Verkehrsknotenpunkt in Nordrhein-Westfalen ist, der nordöstliche Eckpunkt des Lastrings erreicht.

## Bundesstraße 8
Die stark befahrene, vierstreifige Brehmstraße nimmt einen Großteil des Verkehres rund ums Mörsenbroicher Ei auf beziehungsweise gibt ihn ab. Die B 8 stellt mit 6 km die längste, durchgehend befahrbare, innerstädtische Straßenverbindung in Düsseldorf dar und ist der am stärksten belastete Abschnitt des Lastrings, weil sie in großen Teilen die einzige östliche Verbindungsstraße ist. Sie geht am Brehmplatz nach 1,3 km Länge in die 800 m lange Lindemannstraße über, welche auf der ersten Hälfte mit historischem Baumbestand rühmt. An der Kreuzung mit der Grafenberger Allee, welche auch die Stadtteile Düsseltal und Flingern-Nord begrenzt, heißt sie für 800 m Dorotheenstraße, worauf sie als 500 m als Kettwiger Straße und dann für 650 m als Werdener Straße weitergeführt wird.
Daraufhin kreuzt sie sich mit der Kölner Straße (auch Kölner Landstraße). Der Platz rund um die Straßenkreuzung wird Oberbilker Markt genannt und stellt das Zentrum des gleichnamigen Stadtteils dar. Den neuen Namen Kruppstraße behält die B 8 für 1 km bis zur Eisenbahnüberführung am Volksgarten, woraufhin sie für 1,2 km Auf’m Hennekamp heißt. Nach knapp 900 m endet der östliche Lastring an der Kreuzung mit der Mecumstraße (L 52).

## Bundesstraße 326
Wer dem Straßenverlauf folgt, befindet sich automatisch auf dem südlichen Lastring, der B 326, die sich in den folgenden 1000 m mit insgesamt 5 stark befahrenen Straßen oder Einmündungen schneidet. Für ein kurzes Stück von 300 m ist sie als Kopernikusstraße geführt, dahinter als durchgehend je Richtung mindestens dreistreifigen Südring. Diesem entspringt nach 1,5 km die Völklinger Straße (B 1).

## Bundesstraße 1
Die je Richtung zwei- bis vierstreifige, geradlinige Völklinger Straße kreuzt sich nach 670 m mit der Fährstraße, die den Stadtteil Hamm anbindet. 130 m darauf ermöglicht eine Überfliegerbrücke das kreuzungsfreie Abbiegen in die Plockstraße, die den Medienhafen und zahlreiche Landesbehörden anbindet. Nach weiteren 200 m folgt ein Tunnel, der die Gladbacher Straße unterführt und nach 270 m wieder auftaucht, wo er sich mit Zufahrten zu Park- und Bürohäusern schneidet. Anschließend geht er in den knapp 2 km langen Rheinufertunnel über, der über eine Direktanbindung an den Medienhafen, die Rheinkniebrücke, die Altstadt, einem Parkhaus und kurz nach Wiederauftauchen auch an die Oberkasseler Brücke ermöglicht. In diesem Tunnel unterquert die B 1 das Regierungsviertel Düsseldorf und die Rheinuferpromenade.
Die B 1 wird fortgeführt als Joseph-Beuys-Ufer, da die Strecke teils nur 60 m zum Rheinufer trennt. Sie führt an der Tonhalle, dem Fischmarkt, dem NRW-Forum, dem Park Rheingärtchen, dem Ehrenhof, dem Museum Kunstpalast sowie der Rheinterrasse und dem Victoriaplatz vorbei, ehe sie nach 700 m als Cecilienallee am Sitz der Bezirksregierung und des Oberlandesgerichts Düsseldorf weitergeführt wird. Nach 600 m macht die Straße eine Rechtskurve und heißt für ein kurzes Stück von 200 m Homberger Straße, während die Cecilienallee geradeaus weiter den Rheinpark Golzheim am Rheinufer begleitet.
Hinter der Kreuzung mit der Fischerstraße, einer sechsstreifigen Hauptverkehrsstraße in die Innenstadt, ist sie unter dem Straßennamen Kennedydamm für 1 km als Kraftfahrstraße gekennzeichnet. Am Nordfriedhof kreuzt sie sich in einem Überflieger mit der B 7. Weitergeführt wird sie als Danziger Straße (B 8) am Flughafen entlang Richtung Duisburg.